# Tarik Gözüsirin
Tarik Gözüsirin (* 8. August 2001 in Berlin) ist ein türkisch-deutscher Fußballspieler.

## Karriere

### Verein
Nach seinen Anfängen in der Jugend des SC Staaken wechselte er im Sommer 2016 innerhalb seiner Heimatstadt in die Jugendabteilung von Hertha BSC. Für seinen Verein bestriit er 24 Spiele in der B-Junioren-Bundesliga, 21 Spiele in der A-Junioren-Bundesliga und zwei Spiele in der Saison 2018/19 in der UEFA Youth League. Im Sommer 2020 wechselte er zum Regionalligisten SV Lichtenberg 47. Nach zwei Spielzeiten und zwölf Toren in 42 Ligaspielen wechselte er im Sommer 2022 in die Regionalliga Nord zum VfB Lübeck. Mit seinem Verein wurde er am Ende der Saison 2022/23 Meister und stieg in die 3. Liga auf. Außerdem konnte er in dieser Spielzeit mit seiner Mannschaft den SHFV-Pokal erringen. Seinen ersten Profieinsatz hatte er am 5. August 2023, dem 1. Spieltag, als er beim torlosen Heimunentschieden gegen den SV Sandhausen in der Startformation stand. 
Im Sommer 2024 wechselt er zum Zweitliga-Absteiger SV Wehen Wiesbaden.

### Nationalmannschaft
Gözüsirin bestritt im Jahr 2017 für die U17 des türkischen Fußballverbandes zwei Spiele.

## Erfolge
VfB Lübeck
- Meister der Regionalliga Nord und Aufstieg in die 3. Liga: 2023
- SHFV-Pokal-Sieger: 2023